# Michał Walski
Michał Walski (ur. 27 lutego 1997 w Tarnobrzegu) – polski piłkarz, występujący na pozycji defensywnego pomocnika w Puszczy Niepołomice.

## Kariera klubowa
Walski jest wychowankiem Siarki Tarnobrzeg, skąd trafił do Stali Mielec, gdzie występował w drużynie juniorskiej oraz w pierwszej drużynie grającej wówczas w III lidze. W 2013 roku został ściągnięty do juniorskiej drużyny Pogoni Szczecin. Już kilka miesięcy później został zgłoszony do kadry pierwszej drużyny. Walski zadebiutował w Ekstraklasie 29 listopada 2013 roku w meczu przeciw Zawiszy Bydgoszcz w wieku 16 lat i 275 dni. Został ówczesnym rekordzistą Pogoni, osiągając najniższy wiek w momencie debiutu. Pomocnik w szczecińskim zespole występował przez trzy sezony, zaliczając w tym czasie 17 meczów w Ekstraklasie oraz zdobywając wicemistrzostwo Polski juniorów starszych. W czerwcu 2016 roku nie przyjął on jednak propozycji nowego kontraktu i zmienił klub. 
W sierpniu 2016 roku podpisał kontrakt z Ruchem Chorzów. Związany był z nim przez trzy lata i opuścił go, przechodząc do zespołu Sandecji Nowy Sącz w lipcu 2019. Zadebiutował w meczu ligowym przeciwko Bruk-Bet Termalica Nieciecza, przegranym 0:3. 30 czerwca 2023 został piłkarzem Puszczy Niepołomice, beniaminka Ekstraklasy. 8 stycznia 2025 roku został wypożyczony do Stali Stalowa Wola na pół roku.

## Statystyki kariery klubowej
Stan na 16 maja 2016 roku
| Klub               | Sezon             | Liga              | Liga  | Liga   | Puchar kraju | Puchar kraju | Suma  | Suma   |
| Klub               | Sezon             | Liga              | Mecze | Bramki | Mecze        | Bramki       | Mecze | Bramki |
| ------------------ | ----------------- | ----------------- | ----- | ------ | ------------ | ------------ | ----- | ------ |
| Stal Mielec        | 2012/13           | III liga          | 13    | 1      | 0            | 0            | 13    | 1      |
| Pogoń Szczecin     | 2013/14           | Ekstraklasa       | 4     | 0      | 0            | 0            | 4     | 0      |
| Pogoń Szczecin     | 2014/15           | Ekstraklasa       | 6     | 0      | 0            | 0            | 6     | 0      |
| Pogoń Szczecin     | 2015/16           | Ekstraklasa       | 7     | 0      | 0            | 0            | 7     | 0      |
| Pogoń Szczecin     | Ogólnie           | Ogólnie           | 17    | 0      | 0            | 0            | 17    | 0      |
| Ruch Chorzów       | 2016/17           | Ekstraklasa       | 5     | 0      | 1            | 0            | 6     | 0      |
| Ruch Chorzów       | 2017/18           | I liga            | 25    | 3      | 1            | 0            | 26    | 3      |
| Ruch Chorzów       | 2018/19           | II liga           | 27    | 2      | 1            | 0            | 28    | 2      |
| Ruch Chorzów       | Ogólnie           | Ogólnie           | 57    | 5      | 3            | 0            | 60    | 5      |
| Sandecja Nowy Sącz | 2019/20           | I liga            | 18    | 1      | 2            | 0            | 19    | 1      |
| Sandecja Nowy Sącz | Ogólnie           | Ogólnie           | 18    | 1      | 2            | 0            | 19    | 1      |
| Ogółem w karierze  | Ogółem w karierze | Ogółem w karierze | 105   | 7      | 5            | 0            | 96    | 7      |